# Khách sạn Bayerischer Hof (München)

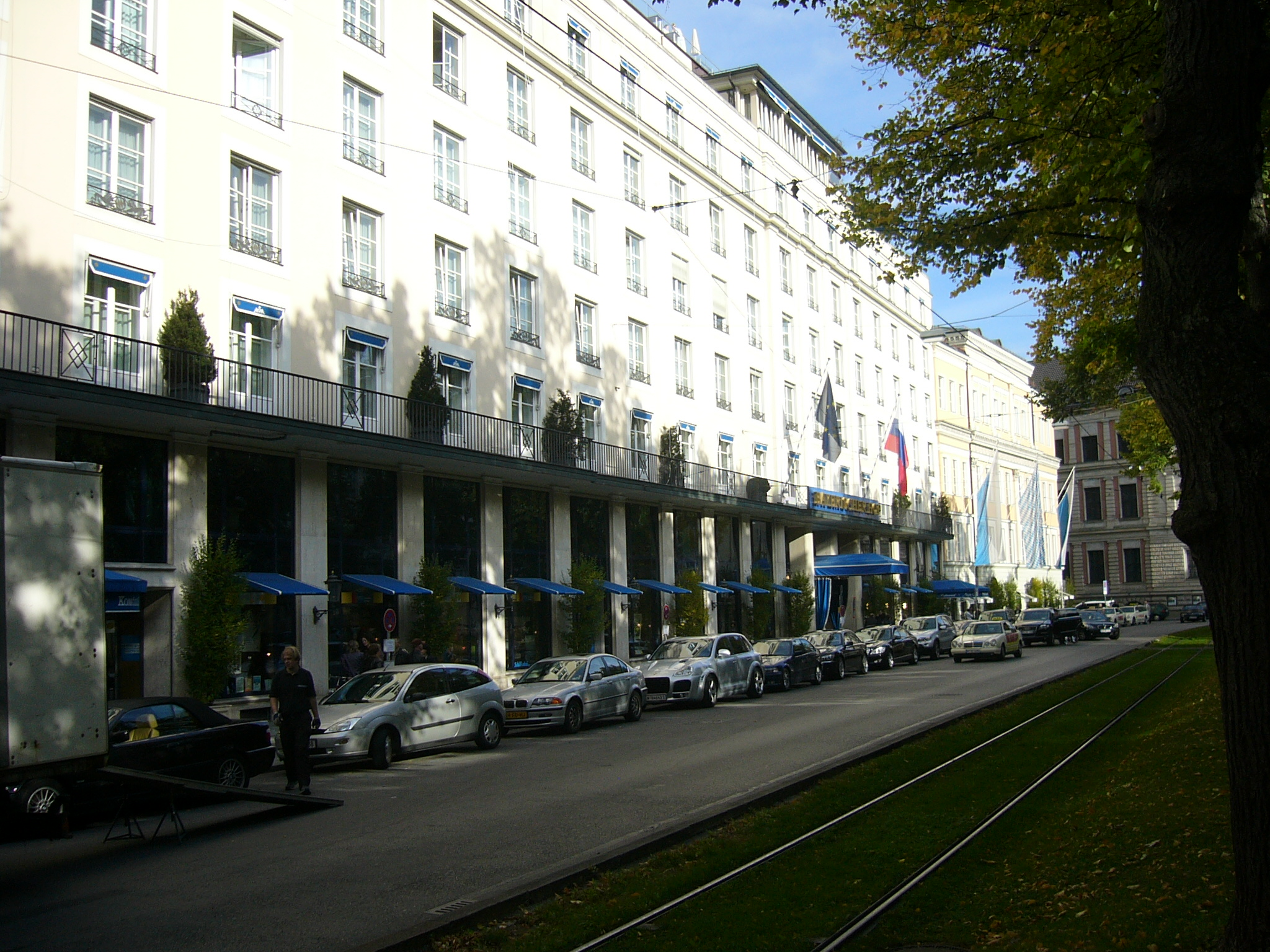
Mặt tiền

Khách sạn Bayerische Hof là một khách sạn hạng sang ở München,  nơi thường được các quan khách và những vị khách nổi tiếng ghé đến. Nó nằm ở công trường Promenadeplatz về phía tây bắc Phố cổ München.
Từ năm 2011 đến 2015, khách sạn có số thu nhập cao nhất nước Đức, nhưng đã mất thứ hạng này cho Estrel ở Berlin vào năm 2016.   Nó thuộc về Liên minh các khách sạn hàng đầu trên thế giới.